# Campionati europei di atletica leggera paralimpica
I campionati europei di atletica leggera paralimpica (nome ufficiale in inglese IPC Athletics European Championships) sono una competizione sportiva a cadenza biennale organizzata dal Comitato Paralimpico Internazionale, in cui si assegnano i titoli europei delle diverse specialità dell'atletica leggera paralimpica maschile e femminile.

## Storia
Il primo campionato europeo di atletica leggera paralimpica si tenne nel 2003 ad Assen, nei Paesi Bassi. Nel 2005 si tenne la seconda edizione, mentre per la terza si dovette aspettare il 2012. Da allora l'evento ha cadenza biennale. All'edizione del 2005 hanno partecipato atleti provenienti da tutto il mondo nonostante il campionato abbia, nel nome, il termine "europeo".

## Edizioni

In verde, le nazioni che hanno ospitato almeno un'edizione dei campionati europei di atletica leggera paralimpica

| Edizione | Anno | Città       | Nazione     | Data           | Sede                            | Atleti partecipanti |
| -------- | ---- | ----------- | ----------- | -------------- | ------------------------------- | ------------------- |
| 1        | 2003 | Assen       | Paesi Bassi | 16 - 21 giugno | Sportpark Stadsbroek            | 700                 |
| 2        | 2005 | Espoo       | Finlandia   | 22 - 27 agosto | Leppävaara stadium              | 750                 |
| 3        | 2012 | Stadskanaal | Paesi Bassi | 23 - 28 giugno | Stadskanaal Stadium             | 550                 |
| 4        | 2014 | Swansea     | Regno Unito | 18 - 23 agosto | Swansea University Stadium      | 550                 |
| 5        | 2016 | Grosseto    | Italia      | 10 - 16 giugno | Stadio Carlo Zecchini           | 700                 |
| 6        | 2018 | Berlino     | Germania    | 20 - 26 agosto | Friedrich-Ludwig-Jahn-Sportpark | 600                 |
| 7        | 2021 | Bydgoszcz   | Polonia     | 1 - 5 giugno   | Stadio Zdzisław Krzyszkowiak    |                     |

## Categorie
La classe sportiva nell'atletica leggera paralimpica si identifica con un prefisso e con un numero. I prefissi utilizzati sono:
- F = prove effettuate su campo (field, campo);
- T = prove effettuate su pista (track, pista);
- P = pentathlon;

Mentre i numeri identificativi delle categorie sono:
- 11-13 – atleti ipovedenti e non vedenti; gli atleti delle categorie 11 e 12 gareggiano con una guida;
- 20 – atleti con disabilità intellettiva;
- Atleti gareggianti su sedia a rotelle:
  - 31-34 – atleti con paralisi cerebrale o con altre condizioni che limitano la coordinazione degli arti e/o l'uso dei muscoli;
  - 51-58 – atleti con lesioni alla spina dorsale, amputazioni, handicap muscolo-scheletrici, malformazioni congenite, lesioni nervose;
- Atleti deambulanti gareggianti in posizione eretta:
  - 35-38 – atleti con paralisi cerebrale o con altre condizioni che limitano la coordinazione degli arti e/o l'uso dei muscoli.
  - 40-46 – atleti con amputazioni, lesioni spinali, handicap muscolo-scheletrici, malformazioni congenite, lesioni nervose;